# Женские курсы высших архитектурных знаний Е. Ф. Багаевой
Женские курсы высших архитектурных знаний Е. Ф. Багаевой — курсы, существовавшие в Санкт-Петербурге (Петрограде) с 1903 года (по другим данным, с 1906 года). Курсы находились в ведении Императорского Русского технического общества.
Курсы были созданы, чтобы давать «знания по архитектуре, достаточные для подготовки лиц, оканчивающих курсы, к практической деятельности в этой области. Дать слушательницам строго нужные для архитектурного и градостроительного дела знания, ознакомить с практикой дела, развить изящный вкус, самостоятельное отношение к делу и навык к специальному труду сообразно способностям каждой слушательницы». На курсы принимались слушательницы с аттестатом о полном среднем образовании, вне зависимости от сословия и вероисповедания, а при условии сдачи экзамена по математике и физике допускались слушательницы с домашним образованием. Курсы были рассчитаны на 600 слушательниц по 35-40 человек в классе, оплата была посеместровой, стоимость в 150 рублей на 1-2 курсе и в 200 рублей на 3-4 курсах утверждалась Министром торговли и промышленности. При курсах существовало Общество, помогавшее курсисткам материально (в оплате учёбы, поездках по учебной надобности). Обучение длилось с 15 сентября по 1 июня, программа основывалась на программе архитектурного отделения Императорской Академии художеств. В программу входили элементарная и высшая математика, физика, химия и анатомия, теоретическая и строительная механика, геодезия, строительные материалы и работы, строительное искусство, отопление и вентиляция, санитарное зодчество, строительное законоведение и составление смет, сельскохозяйственная архитектура, проекты и расчёты железных ферм и сводов, рисование, архитектурное черчение, теория теней, перспектива, история искусств, архитектурная композиция и прочие предметы. Курсы предоставляли слушательницам библиотеку, музей, физический кабинет, приборы и модели по геодезии и строительному искусству. По окончании выдавались свидетельства установленного образца, звание архитектора (но не права на выполнение строительных работ); в случае совершения зарубежной поездки и успешного отчёта по ней выпускница могла стать помощницей преподавателя на курсах.
С 1905 по 1917 год количество частных коммерческих школ этого типа сократилось с 15 до 6, но Багаевские курсы конкуренцию выдержали. Образовательное учреждение получало положительные отзывы Ильи Репина, Г. К. Лукомского. Упоминается, что одна из выпускниц курсов участвовала в постройке Народного дома.
С 1906 по 1914 годы курсы располагались в доходном доме С. В. Муяки, с 1914 года — в доходном доме А. Е. Бурцева. Среди преподавателей курсов были В. А. Щуко, Н. Е. Лансере, М. С. Лялевич, А. П. Вайтенс, А. К. Шервашидзе, Б. К. Рерих, П. А. Шилинговский, В. Я. Чемберс, С. Ю. Судейкин, В. И. Шухаев, А. Е. Яковлев, А. И. Виксель, С. В. Баннике, Н. М. Малиев, С. Г. Якобсон. Сама Елена Феликсовна (по другим данным — Фёдоровна) Багаева, жена генерала Багаева, привлекла их, сама не будучи специалисткой в архитектуре.
В 1918 году курсы перешли в ведение Народного комиссариата просвещения, были переименованы в Женское Художественно-промышленное торговое училище (позднее — в Архитектурный институт), на государственном содержании продержались до 1922 года, после чего фактически перестали существовать.
Работы учениц курсов хранятся в собрании Научно-исследовательского музея при Российской Академии художеств.